# 卡努 (索西尔)
卡努（葡萄牙語：Cano）是葡萄牙波塔莱格雷区的一个堂区，位於索西爾。总面积49.41平方公里，总人口1537人，人口密度32人/平方公里。